# Bon Adrien Jeannot de Moncey
Bon Adrien Jannot de Moncey (Moncey, 31 luglio 1754 – Parigi, 20 aprile 1842) è stato un generale francese, maresciallo dell'Impero e duca di Conegliano.

## Biografia

### Primi anni e carriera durante l'Ancien Régime
Moncey nacque a Moncey nel 1754. Il padre era un avvocato e rappresentante parlamentare della Franca Contea e lo avviò alla stessa professione. Nonostante le pressioni paterne, il giovane Moncey vedeva nel suo futuro solo una carriera militare: a 15 anni, nel 1770, scappò dal collegio e si arruolò nell'esercito, precisamente nel reggimento di fanteria Conti, servendo come granatiere fino al 1773. In quell'anno prese parte ad una spedizione di sorveglianza delle coste in Bretagna: la lentezza nella progressione della campagna, unita ad altri fattori, lo convinsero a prendersi un periodo di congedo. Tornato a Besançon, riprese temporaneamente a studiare diritto. I tentativi dei suoi genitori di convincerlo a proseguire gli studi furono inutili: già l'anno seguente era tornato nelle file dell'esercito, nel corpo di gendarmeria della guardia a Lunéville. Dopo quattro anni fu promosso a sottotenente dei dragoni Nassau-Siégen, un corpo di volontari. Nel 1782 venne promosso a secondo tenente e nel 1785 primo tenente. Dopo essersi trasferito nel 5° battaglione di cacciatori nel 1788, venne promosso a capitano nel 1791.

### Le guerre rivoluzionarie francesi
Il suo reggimento fu assegnato all'Armata dei Pirenei occidentali nel 1793. Promosso a capobattaglione, fu assegnato al 5º battaglione di fanteria leggera. Giunto sul fronte, iniziò molto presto a dar prova del suo talento: il 6 giugno diresse brillantemente le difese contro gli spagnoli a Château-Pignon, nei pressi di Saint-Jean-Pied-de-port. Si distinse nuovamente il 5 febbraio 1794 alla difesa del campo dei sanculotti presso Hendaye. Per l'eccellente lavoro svolto e la temporanea mancanza di ufficiali di grado superiore, venne momentaneamente e direttamente promosso a generale di brigata il 18 febbraio, cosa poi confermata ufficialmente nel successivo aprile. Nel giugno dello stesso anno fu ulteriormente promosso a generale di divisione.

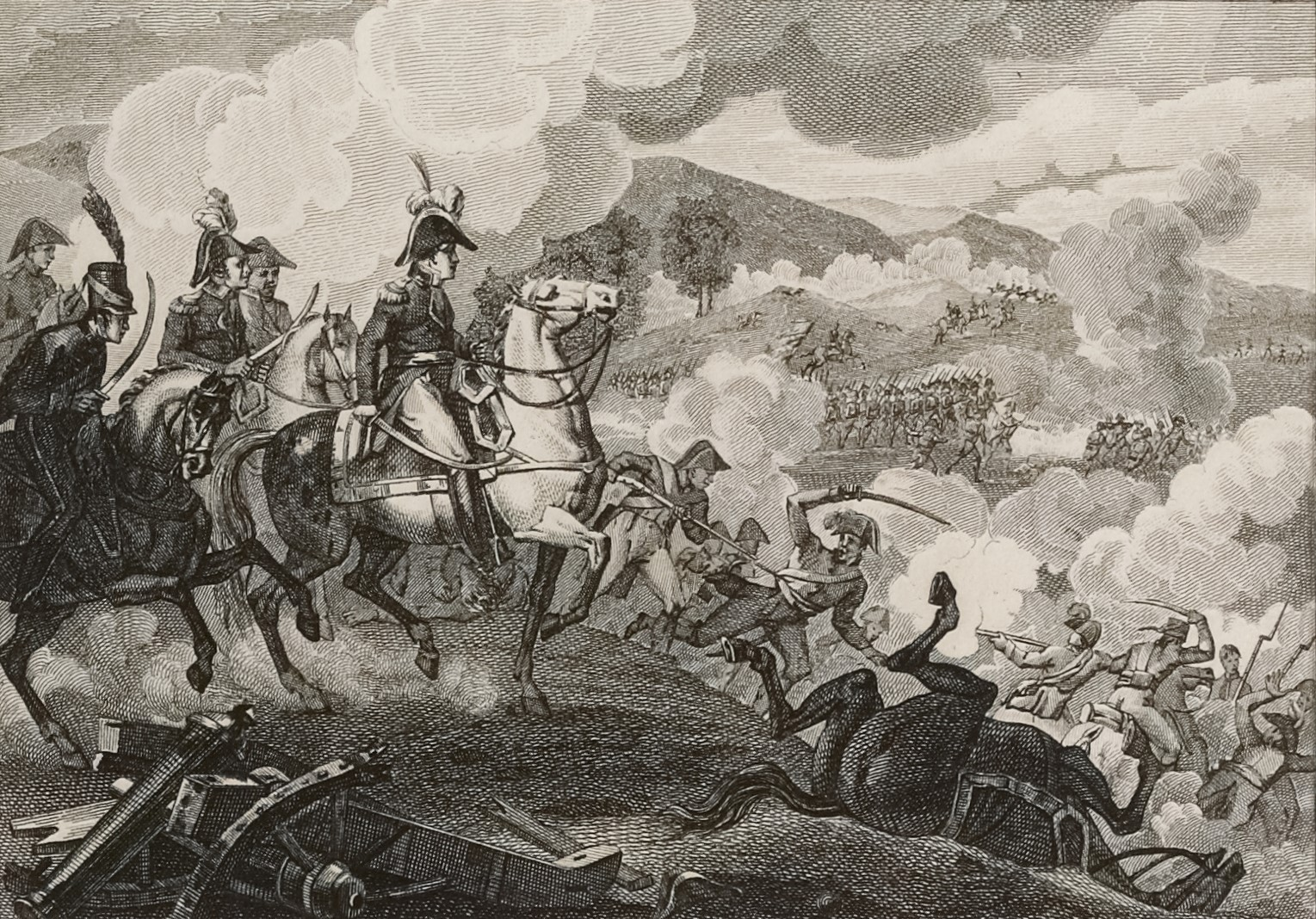
Moncey nel 1794 vittorioso sugli spagnoli

A luglio, Moncey fu chiamato ad un consiglio di guerra per decidere il piano da adottare: le sue proposte, le sue conoscenze teoriche e il suo modo di fare risoluto colpirono i rappresentanti del governo e gli altri generali. Per questi motivi, fu posto a capo dell'ala sinistra dell'armata. Nel resto del 1794 partecipò alla conquista della valle di Baztan, della presa dei porti di Pasaia e di San Sebastian e del forte di Hondarribia. I suoi successi furono così notevoli che la Commissione di Salute pubblica lo notificò della proposta di essere posto a comando dell'intera armata. Nonostante Moncey avesse risposto con un netto rifiuto, avendo in stima il generale Muller, la commissione lo nominò ugualmente comandante ad agosto. Proseguì la sua avanzata nei Paesi Baschi anche l'anno successivo con risultati altrettanto soddisfacenti, riuscendo persino a conquistare la città di Bilbao e a respingere gli eserciti nemici oltre all'Ebro. Gli spagnoli, allarmati, inviarono un plenipotenziario e raggiunsero degli accordi di pace con la Francia. Terminata la guerra con la Spagna si prese un anno di riposo. Tornò in servizio nel 1796, quando fu messo a capo dell'11ª divisione militare a Bayonne.
A seguito del colpo di stato del 18 brumaio, venne lui affidata la 15ª divisione militare di Lione. In seguito, fu incaricato di trasferire 15000 uomini dalla Germania, dove erano sotto il comando di Moreau, all'Italia per garantire la riuscita della campagna di Napoleone in Italia: distaccatosi dall'Armata del Danubio il 17 maggio, Moncey riuscì ad attraversare il passo del San Gottardo e a portare i soldati richiesti in Lombardia in meno di due settimane. Mentre il grosso dell'esercito vinceva a Marengo, a Moncey era stato lasciato il compito di proteggere Milano. Dopo l'armistizio di Alessandria, fu spostato in Valtellina. Partecipò alla battaglia di Pozzolo negli ultimi giorni del dicembre 1800 mentre l'anno successivo fu impiegato con l'Armata d'Italia nel canton Grigioni. Con la pace ottenne prima il comando dei dipartimenti di Oglio e Adda ed in seguito divenne ispettore generale della gendarmeria.

### Sotto l'Impero

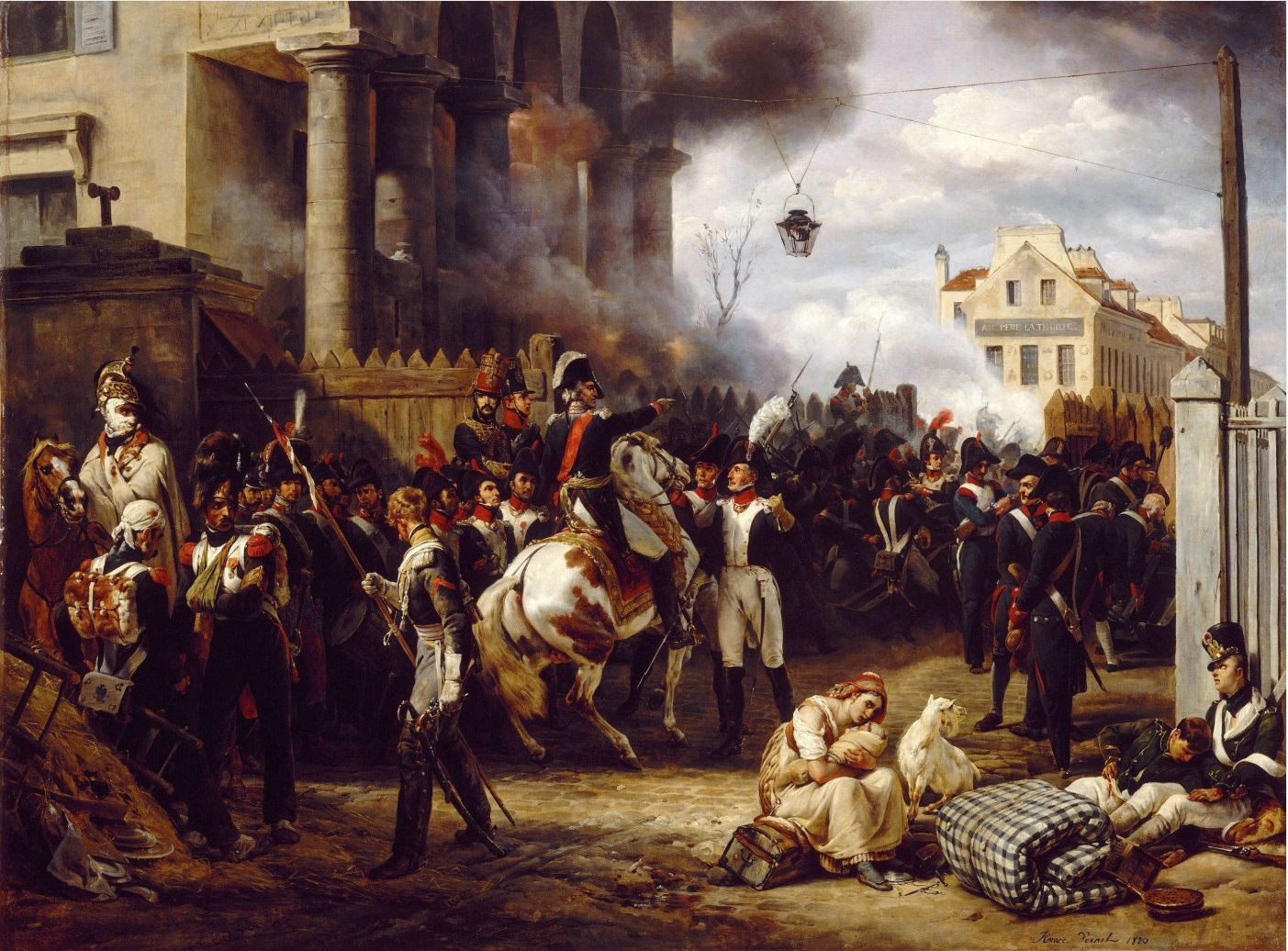
Moncey fa difendere la porta di Clichy a Parigi

A seguito della nascita dell'impero, Moncey venne nominato maresciallo dell'Impero e comandante dell'armata di riserva del Nord. Oltre a ciò, venne lui conferito il Gran Cordone della Legion d'Onore e la Grande Aquila della Legion d'Onore. A questi onore, si aggiunse nel 1808 il titolo di Duca di Conegliano.
Moncey fu messo a capo del Corpo di Osservazione dell'Oceano tra il 1807 ed il 1808. Con quest'armata, scese in Spagna e occupò parzialmente la penisola iberica. In seguito allo scoppio dell'insurrezione del 2 maggio, fu incaricato di sedare le varie rivolte. Dopo aver vinto a Las Capreras, si diresse a Valencia ma non trovò successo. Tornato sull'Ebro, vince ad Almanza e poi iniziò l'assedio di Saragozza. Poco dopo, venne sostituito dal generale Junot. Dal 1809 al 1813 alternò il compito di ispettore generale a quello di comandante di alcune armate di riserva. Nel 1814 divenne comandante in seconda della Guardia nazionale parigina e il 30 marzo, quando le forze coalizzate erano ormai giunte nella capitale, diede mostra di fermezza di carattere e presenza di spirito non comuni difendendo la porta di Clichy contro i russi. Dopo un armistizio firmato dal duca di Montmorency, radunò i resti della milizia cittadina e si diresse a Fontainebleau.
Il 13 maggio 1814, Moncey venne fatto Ministro di Stato da Luigi XVIII e ricevette il mese successivo anche il titolo di Cavaliere dell'Ordine di San Luigi ed il titolo di Pari di Francia, mantenendo comunque il suo ruolo di ispettore generale. Alla notizia del ritorno di Bonaparte dall'isola d'Elba, per quanto entusiasta dell'arrivo dell'imperatore, mosso da un forte senso di lealtà verso il nuovo regime che aveva giurato di servire, si mobilitò per ricordare alla gendarmeria del giuramento di fedeltà fatto al re. Napoleone lo iscrisse comunque nel registro dei militari attivi e lo nominò Pari di Francia. Non ebbe alcun ruolo di comando e non partecipò agli scontri.

### Restaurazione, monarchia di luglio e morte

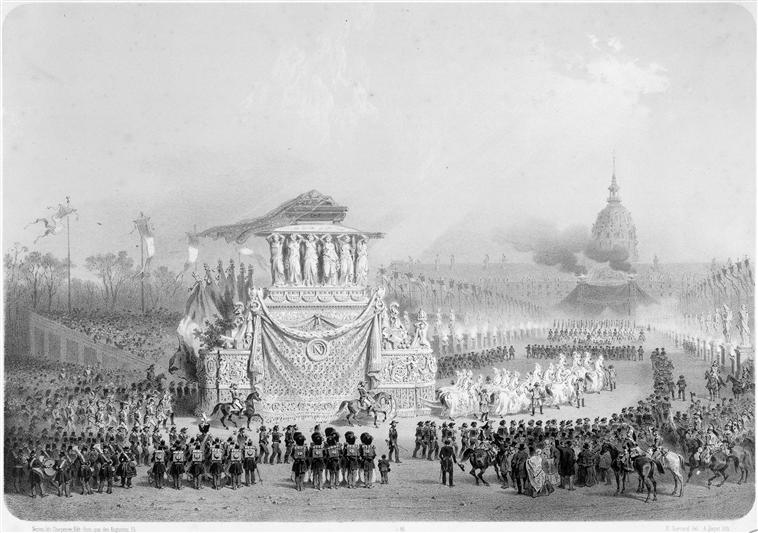
Retour des cendres, i funerali di Napoleone a Parigi

Al secondo ritorno dei Borbone in Francia, fu rimosso dalla Camera dei Pari con un ordinanza il 24 luglio, colpevole di aver accettato la stessa posizione anche da Bonaparte. In seguito, fu nominato membro della commissione che avrebbe dovuto valutare il caso del maresciallo Ney e di emettere un giudizio sulla sua condotta. Moncey, nella sua lettera al re, si rifiuto di farlo: cadde in disgrazia, venne privato del suo titolo di maresciallo e venne rinchiuso in carcere ad Ham per qualche tempo. Reintegrato nel 1816, vennero ripristinati il suo grado ed i suoi titoli e nel 1819 fu nuovamente ammesso tra i Pari di Francia. Fu messo a comando della 9ª divisione militare nel decennio tra il 1820 ed il 1830, partecipando attivamente alla spedizione di Spagna del 1823, dove, alla testa del IV corpo d'armata, scese in Catalogna occupando Hostalric, Barcellona e Tarragona.
Nel 1833 fu nominato governatore dell'Hôtel des Invalides in sostituzione del maresciallo Jourdan, venuto a mancare. Ancora vivo nel 1840, assistette al ritorno della salma di Bonaparte in Francia. Malato, irrigidito dal gelo di dicembre e fisicamente debole, per assolvere le sue funzioni di governatore dell'Hôtel des Invalides, si fece trasportare su una sedia per tutta la cerimonia. Supplicò più volte il suo medico affinché lo mantenesse in vita abbastanza a lungo da poter onorare per l'ultima volta il suo imperatore. Dopo che la bara fu posata nel palazzo, tentò di trovare le forze per alzarsi, ma non ci riuscì, cadendo sulla sua sedia. Portato accanto al feretro, baciò l'elsa della sua spada. Terminata la cerimonia, commentò brevemente:
Morì il 20 aprile del 1842 e il maresciallo Soult ne pronunciò il discorso funebre. Il decano dei marescialli non viene citato che una volta nel Memoriale di Sant'Elena redatto da Emmanuel de Las Cases, con le parole: «Moncey è stato un onest'uomo».

## Matrimonio e discendenza
Si sposò il 30 settembre 1790 con Charlotte Remillet, figlia di Claude Antoine Remillet. La coppia ebbe due figlie ed un figlio. Charlotte sopravvisse al marito solo 23 giorni, morendo anche lei nel 1842.
Il 30 dicembre 1817, venne a sapere della tragica morte del figlio, un colonnello dell'esercito, leggendo il Moniteur: mentre stava saltando un fosso, un colpo del suo stesso fucile partì casualmente, probabilmente per colpa di un ramoscello che aveva colpito il grilletto, ferendolo alla testa in maniera letale. Non avendo più eredi maschi in vita, chiese che il suo titolo ereditario fosse trasmesso al genero.

## Araldica
|  |

|  |